# Edison Ciavattone
Edison Ciavattone, né le 20 septembre 1938, à Montevideo, en Uruguay, est un ancien joueur uruguayen de basket-ball.